# 何浣芬
何浣芬（1925年—1998年），女，广东番禺人，中国建筑学家。

## 生平
曾任武汉市人民政府副市长，武汉市人大常委会副主任，九三学社中央委员会常务委员，第三、七、八届全国人大代表，第六届全国政协委员。